# Боконтаев, Кубанычбек
Боконтаев Кубанычбек Кенешович (род. 18 января 1969, Светлый Мыс, Иссык-Кульская область, Киргизская ССР, СССР) — киргизский государственный деятель, экономист, дипломат. Чрезвычайный и Полномочный Посол Кыргызской Республики в Российской Федерации с 5 августа 2024 года, а с 2025 года также аккредитован в Республике Армения по совместительству. Заслуженный экономист Кыргызской Республики.

## Ранние годы и образование
Кубанычбек Боконтаев родился 18 января 1969 года в поселке Светлый Мыс Иссык-Кульской области. В 1985 году окончил среднюю школу с золотой медалью и поступил на экономический факультет Кыргызского государственного национального университета.
В 1987 году был призван в ряды Советской армии, а после демобилизации в 1989 году продолжил обучение. Во время учёбы был Ленинским стипендиатом и неоднократным победителем межвузовских студенческих экономических олимпиад. В 1992 году окончил университет с отличием.
В 2004—2005 годах прошёл курс MBA (управление бизнесом) в Японском центре при Кыргызской Республике, который также завершил с отличием.

## Карьера

### Ранняя профессиональная деятельность
Свою профессиональную карьеру Боконтаев начал в 1992 году экономистом в Валютном управлении Национального банка Кыргызской Республики.
С 1993 по 1997 годы занимался предпринимательской и издательской деятельностью.
С 1998 по 2002 годы работал в коммерческих банках Кыргызстана, пройдя путь от экономиста до главы Совета директоров.

### Экспертно-аналитическая и редакционная работа
С 2002 по 2006 годы работал в банковских и экономических изданиях, занимая посты заместителя главного редактора и главного редактора. Также выступал в качестве эксперта в проектах международных организаций.
С 2010 года занимался подготовкой и редактированием экономических обзоров, был главным редактором экономической газеты Экономика, Банки, Бизнес (ЭББ).

### Государственная служба
С 2006 по 2010 годы занимал должность заместителя председателя Национального банка Кыргызской Республики.
С 2008 по 2010 годы возглавлял Совет директоров Агентства по защите депозитов Кыргызской Республики.
В 2021 году назначен заместителем директора Государственного предприятия «Государственная лотерейная компания».
С 2021 по июнь 2024 года исполнял обязанности Председателя Национального банка Кыргызской Республики.
С 5 августа 2024 года назначен Чрезвычайным и Полномочным Послом Кыргызской Республики в Российской Федерации.
С 2025 года — Чрезвычайный и Полномочный Посол Кыргызской Республики в Республике Армения по совместительству.

## Личная жизнь
Женат. Владеет кыргызским, русским и английским языками. Увлекается мировой историей и философскими учениями.